# Intersección (cortometraje)
Intersección es el primer cortometraje en 16 milímetros escrito y dirigido por Nicolás Isasi. Estrenado en 2008, aunque no en salas comerciales, cuando Isasi cumplía 20 años.

## Argumento
Eduardo debe realizar una entrega en su antiguo auto. Atanasio espera desde su ventana. Más tarde, Eduardo llega a una casa y decide entrar para hacer su entrega y se va. Atanasio observa por la ventana y descubre que la calle está vacía. ¿Qué tan real puede ser una intersección?

## Rodaje

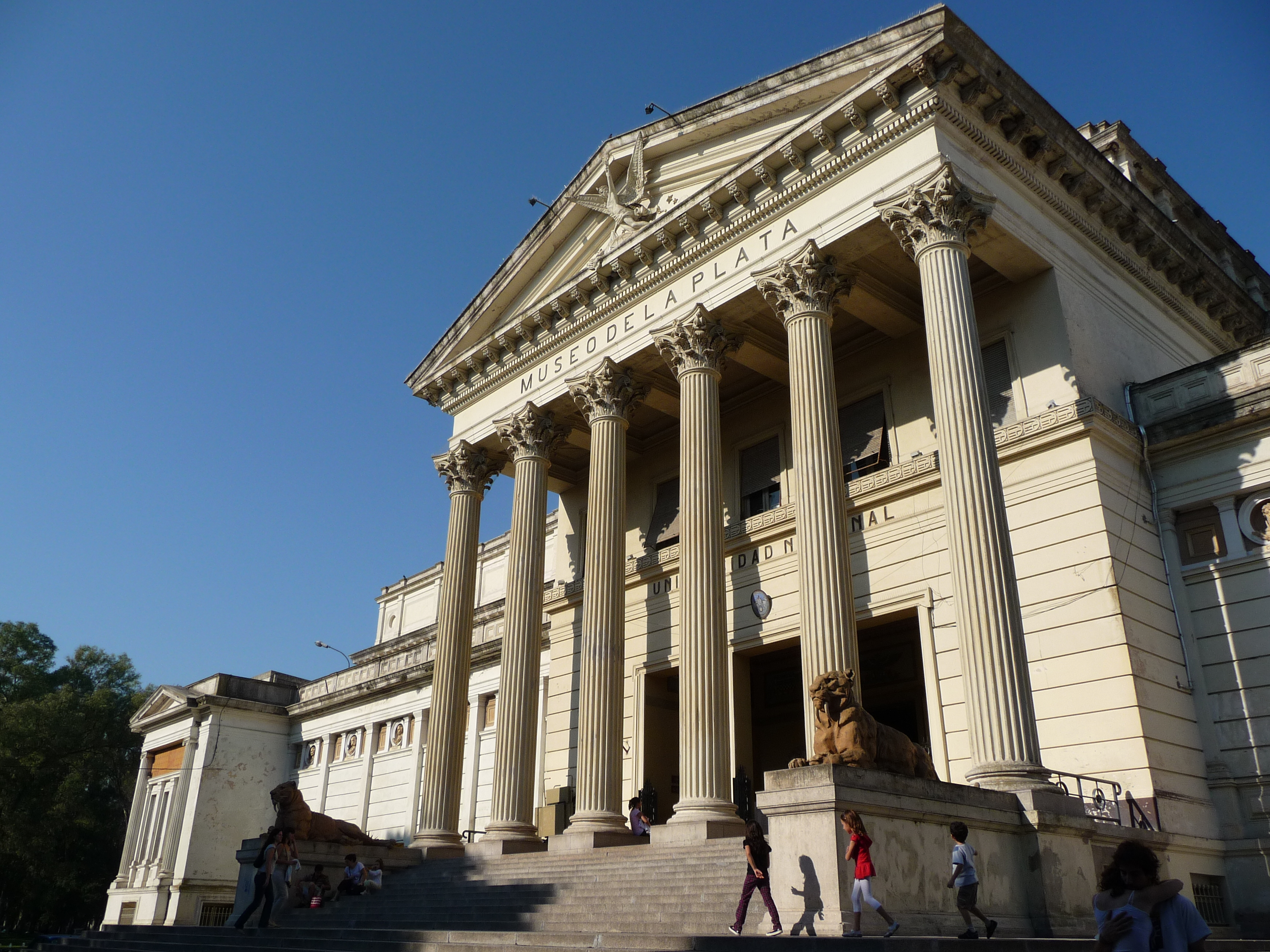
Locación del cortometraje en La Plata.

El reparto contó con las actuaciones de Horacio Zolezzi (Eduardo) y Cabe Mallo (Atanasio). Fue filmado entre el 8 y 11 de noviembre de 2006 en la casa Pulleston y en el Museo de Ciencias Naturales de La Plata. El corto dura 9 minutos, fue rodado en 16 milímetros y en color. El cortometraje comienza y finaliza desde una pintura y está ubicado en la primera mitad del siglo XX, por lo cual durante la realización se utilizó un automovil Ford Modelo A.
En el proceso de revelado del material, se veló parte de la película original, por lo cual se realizó un segundo rodaje para filmar parte del material velado. 
Participó del concurso pasaje a fílmico de la Universidad del Cine. Fue seleccionado en el FestiFreak de la ciudad de La Plata y fue el primer cortometraje de Nicolás Isasi proyectado en el exterior, en el FENACO (Festival Internacional de Cortometrajes) de Cuzco, Perú.